# Ernst Niekisch

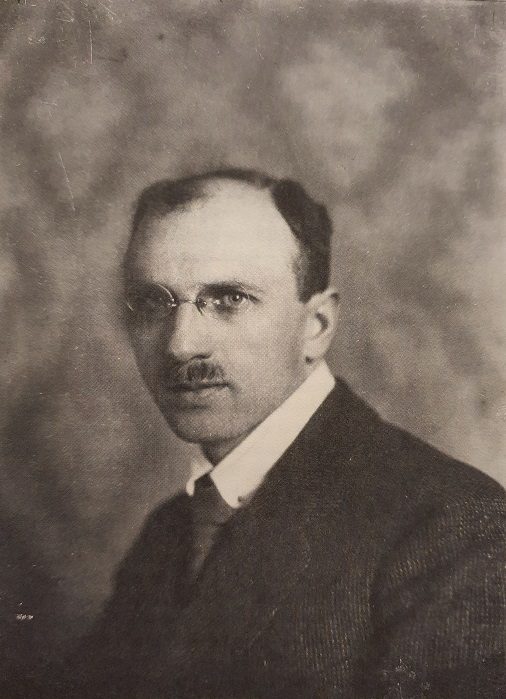

Ernst Niekisch (ur. 23 maja 1889, Trebnitz; zm. 27 maja 1967, Berlin Zachodni) – niemiecki polityk oraz polityczny pisarz i teoretyk. W 1917 r. wstąpił do Socjaldemokratycznej Partii Niemiec, w 1918 r. należał do kierownictwa Bawarskiej Republiki Rad, w 1919 r. wstąpił do lewicowo-socjalistycznej Niezależnej Socjaldemokratycznej Partii Niemiec. W 1926 r. założył pismo „Widerstand”, w którym propagował ideologię narodowego bolszewizmu. W 1937 r. za opozycję wobec NSDAP został aresztowany i skazany na długoletnie więzienie za zdradę stanu. Po zakończeniu wojny wstąpił do komunistycznej Socjalistycznej Partii Jedności Niemiec. Po rozruchach 17 czerwca 1953 r. w Niemieckiej Republice Demokratycznej wystąpił z SED i w 1963 r. przesiedlił się do Berlina Zachodniego. 